# بني زيد (حجة)
بني زيد هي إحدى قرى الجمهورية اليمنية. تتبع جغرافيا لمحافظة حجة وإداريًا لمديرية المفتاح. يبلغ تعداد سكانها 1226 نسمة حسب الإحصاء الذي أجري عام 2004.